# Jagdschloss Holzberg

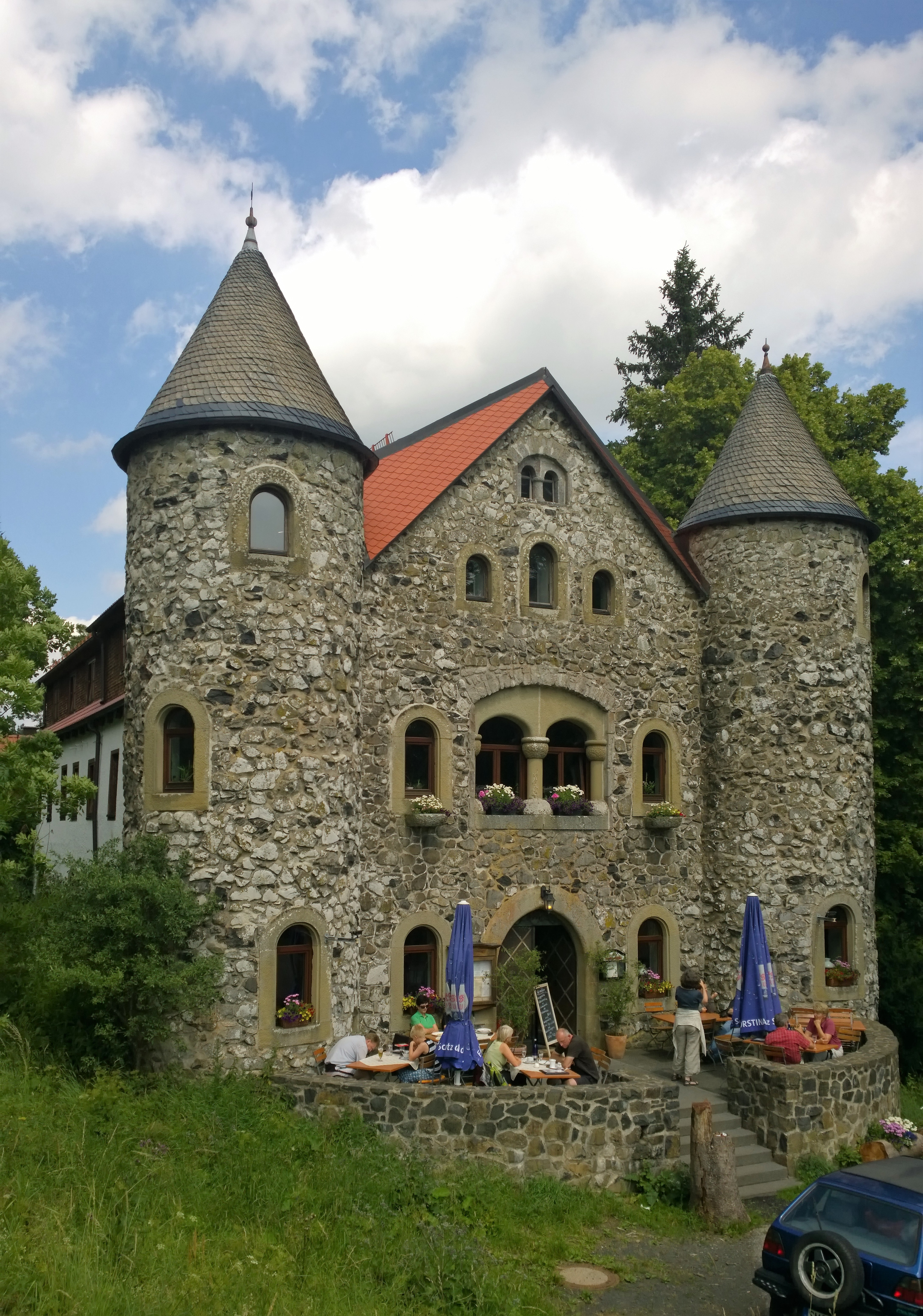
Neoromanische Südseite von 1910, Gaststätte in Betrieb, Juli 2015

Das Jagdschloss Holzberg (auch Jagdschloss Holzberghof, nur Holzberghof oder Holzberger Jagdschloss genannt) ist ein vom herrschaftlichen Forsthaus zum neuzeitlichen Schloss ausgebautes Anwesen im nach dem Schloss benannten Ortsteil Holzberg, im unterfränkischen Bischofsheim in der Rhön, Landkreis Rhön-Grabfeld, an der Südwestabdachung der Rhön im Bundesland Bayern in Deutschland.

## Lage
Das Anwesen befindet sich nur wenige hundert Meter südöstlich des 849 m ü. NHN hohen Münzkopfes in ruhiger Lage, noch im Naturraum Südliche Hochrhön, aber unmittelbar am Naturschutzgebiet Lange Rhön. Es liegt einige Kilometer nördlich von Bischofsheim in der Rhön nahe der westlich verlaufenden Landesgrenze zu Hessen, etwa dreihundert Meter Luftlinie westlich der Hochrhönstraße. Das Anwesen liegt auf 773 m ü. NHN nicht weit entfernt vom Roten Moor, dem Heidelstein und den Geotopen Teufelsmühle und Basaltsteinbruch am Schwarzbach, einem Zufluss der Brend, die über Wanderwege erreichbar sind. Ein größerer Parkplatz befindet sich direkt an der Hochrhönstraße, wo der knapp über einen halben Kilometer lange Stichweg zum Holzberghof abgeht.

## Geschichte

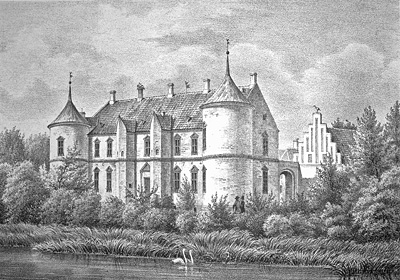
Das Schimmelmannsche Lindenborg Slot (Blenstrup Sogn – Hellum Herred), in Ålborg/Nordjyllands Amt in Dänemark, eigentliches Vorbild für das Holzbergschloss

Die Herren von Thüngen errichteten im 16. Jahrhundert auf dem damals und heute wieder waldreichen Holzberg eine Eisenschmelze. Im Tagebau gefördertes Eisenerz wurde dort zu Gusseisen geschmolzen. Neben der Eisenschmelze wurde auch eine Maultierzucht betrieben, aus der jährlich etwa 30 dieser Lasttiere hervorgingen.
Im Jahre 1614 wurde der heute älteste Teil des Schlosses, das sogenannte Jagd- und Forsthaus, für den Würzburger Fürstbischof Julius Echter von Mespelbrunn erbaut. Sein Wappen aus Sandstein und die Jahreszahl sind noch über einer Tür mit kleiner Freitreppe zu sehen.
In den folgenden Jahrhunderten wechselte der Besitz häufig zwischen den Rhöner Adelsgeschlechtern. 1850 ging das Anwesen durch Kauf für 7050 Gulden an den fränkischen Freiherr Constantin von Gebsattel zu Lebenhan. Vermutlich ist der Großvater und Pate von Konstantin Wilhelm Hartmann Heinrich Ludwig Freiherr von Gebsattel, Konstantin Wilhelm Hartmann von Gebsattel (1783–1861), Forstmeister zu Lebenhan, gemeint.
1902 erwarb das Anwesen der damals 29-jährige dänische Graf Paul Fredrik Schimmelmann (1873–1936), der von der Gräfin Adeline von Schimmelmann adoptiert war und eigentlich der Sohn eines Berliner Schankwirtes war. Der romantisch wirkende Schlossteil am südlichen Ende des langgezogenen Baus wurde erst von 1909 bis 1911 für die damaligen Besitzer als neoromanisches, neuzeitliches Schloss an das Forsthaus angebaut. Es wird zwar behauptet, der Schlossanbau sei eine verkleinerte angepasste Kopie des dänischen Schlosses Frederiksborg im neoromanischen Stil, aber eigentlich ähnelt es eher dem Schloss Lindenborg in Nordjütland, das im Besitz der dänischen Adelsfamilie Schimmelmann war. Im 20. Jahrhundert wurde deshalb der Holzberghof auch als „Schloss Frederikstein“ oder „Schloss Frederikstein am Münzkopf“ bezeichnet. Nach dem Ende des Ersten Weltkrieges übersiedelte Graf Schimmelmann nach England und verkaufte das Anwesen.
1954 wurde das Schloss von der Familie Ferdinand Meinschäfer gekauft und zu einem Restaurant mit Gästezimmern umgebaut. Der Holzberghof ist erst seit 2009 an das Stromnetz angeschlossen. In der gemütlichen, einem Rittersaal nachempfundenen Gaststube, muss heute noch im Schein von Petroleumlampen gegessen werden.

## Beschreibung
Das etwa 15 Meter breite ost-west- und 80 Meter lange nord-süd-ausgerichtete Anwesen besteht aus drei nicht getrennten Baukörpern mit unterschiedlichen Entstehungszeiten. Wesentlich sind dabei der mittlere (Forsthaus) und südliche Teil (Jagdschlösschen). Der baulich älteste zweigeschossige verputzte Mitteltrakt mit Satteldach und der Zeitstellung von 1614 hat einen nahezu quadratischen, fast sechs Meter breiten, dreigeschossigen, mit Bruchsteinfassade und Eckquaderung versehenen Turm an der Ostseite. Architektonisch interessant sind die verschiedenen in Sandstein gefassten Fenster mit Datierungen von 1695, 1748 und 1795, darunter ein schönes Beispiel eines Triforiums.
Jünger (1909–1911), aber architektonisch durchaus interessanter, ist der südliche neuzeitliche Anbau in Form eines neoromanischen oder allgemeiner in Form des Historismus geprägten, Jagdschlösschens, seitlich verputzt, ebenfalls mit Satteldach. Kennzeichnend ist die mit Bruchsteinen verkleidete Südfassade mit zwei dominanten runden Ecktürmen, diese sind jeweils mit einem Kegeldach versehen. Dadurch wird das Anwesen von vielen Besuchern für wesentlich älter gehalten. Eine moderne vorgelagerte Terrasse mit Maueransatz ist pietätvoll in die Südfassade integriert. Durch den Dachausbau des 20. Jahrhunderts (Giebelfenster) wurden beide Trakte modern überformt.
Das ehemalige Schloss ist ein nachqualifiziertes Baudenkmal mit der Nummer D-6-73-117-100 der Bayerischen Denkmalliste, erstellt auf Basis des bayerischen Denkmalschutzgesetzes vom 1. Oktober 1973.
Im südlichen Turm des Holzbergschlosses ist ein Bildstock von 1820 eingemauert, der die Heilige Familie darstellen soll.

## Heutige Nutzung
Das restaurierte Anwesen ist in Privatbesitz, wird als Gaststätte genutzt und bietet Zimmer und Ferienwohnungen an. Ein Reithof befindet sich nördlich anschließend an den Holzberghof in T-Form ausgerichtet zum Schloss. Das Anwesen ist als Startpunkt für Rund- und Höhenwanderungen in die Lange und die Hohe Rhön geeignet.